# Chamyna rubiginea
Chamyna rubiginea är en fjärilsart som beskrevs av Walker. Chamyna rubiginea ingår i släktet Chamyna och familjen nattflyn. Inga underarter finns listade i Catalogue of Life.